# Єгоров Юрій Павлович (старший сержант)
Юрій Павлович Єгоров (1970—2022) — старший сержант Збройних Сил України, учасник російсько-української війни.

## Життєпис
Народився 1 травня 1970 року в селі Ясенове Охтирського району Сумської області.
Військову службу проходив у 91 окремому Охтирському полку підтримки.
У 2016 році був прийнятий на військову службу за контрактом та призначений на посаду старший хімік взводу  і вже в 2019 році виконував обов’язки командира відділення. 
Брав безпосередню участь у захисті Батьківщини в районах проведення АТО та ООС.
Завжди працював над підвищенням професійного рівня. Умів і любив працювати в обстановці, яка потребує проявлення ініціативи. У складі взводу аерозольного маскування брав участь у змаганнях серед підрозділів військ РХБ захисту частин Сухопутних військ ЗСУ та виборов почесне перше місце.
Загинув 26 лютого 2022 в районі міста Охтирка.

## Нагороди та вшанування
- Орден «За мужність» III ступеня[1].
- Почесний громадянин міста-героя Охтирки.